# Orrorin tugenensis
Orrorin tugenensis je rana vrsta hominina, otkrivenog 2000. godine, procijenjene starosti od 6,1 do 5,7 milijuna godina. Nije još poznato na koji je način Orrorin evolutivno povezan s modernim čovjekom. Njegovo se otkriće navodi kao argument protiv hipoteze da su australopiteci čovjekovi preci, iako to dan danas ostaje prevladavajuća hipoteza ljudske evolucije (2012.).
Ime roda Orrorin (množina: Orroriek) znači "prvobitni čovjek" na jeziku Tugen, dok ime jedine poznate vrste tog roda O. tugenensis dolazi od imena brda Tugen u Keniji, gdje je 2000. godine pronađen prvi fosil ove vrste. Do 2007. godine pronađeno je ukupno 20 fosila ove vrste

## Fosili
Poznati fosilni materijal od 20 uzoraka (2007.) obuhvaća: stražnji dio čeljusti u dva dijela; a simfizu i nekoliko odvojenih zubi; tri fragmenta bedrene kosti; djelomično očuvane nadlaktice;  proksimalni članak prsta i distalni članak palca.

Orrorin je imao sitne zube u odnosu na veličinu svog tijela. Njegovo se zubalo razlikuje od onog otkrivenog kod Australopithecusa u tome što su kutnjaci manji i mezijalno distalno manje izduženi, dok je zubna caklina deblja u odnosu na zube Ardipithecusa.  Zubalo se nadalje razlikuje od onoga gore navedenih vrsta po prisutnosti mezijalnog žljeba na gornjim očnjacima. Očnjaci su slični onima u današnjih majmuna ali manji, poput onih otkrivenih u fosila majmuna iz miocena ili ženki čimpanzi. Orrorin je imao zube iza očnjaka malih dimenzija stoga je klasificiran kao mikrodont poput modernih ljudi, dok su robustne Australopithecine bile megadonti.
Kod bedrene kosti, glava femura je sferična i anteriorno rotirana; vrat femura je izdužen i ovalan u presjeku, a mali obrtač bedrene kosti (lat.: trochanter minor) medijalno izbočen. Iako to upućuje na dvonožno hodanje, ostatak postkranijalnih kostiju ukazuje da se Orrorin penjao na stabla. Proksimalni članak prsta je savijen, a veličina palca je slična onome modernog čovjeka, što bi moglo sugerirati sposobnost izrade oruđa, iako je vjerojatnije da je povezano s učinkovitim stiskom šake kao prilagodbom penjanju po stablima.
Nakon što su otkriveni 2000. godine, fosili su najprije čuvani u muzeju seoske zajednice Kipsaraman, ali je muzej kasnije zatvoren. Od tada su, prema riječima predsjednika Kenijskih muzeja Eustacea Kitonge, fosili pohranjeni u tajnom sefu jedne banke u Nairobiju.

## Klasifikacija
Ako se jasno dokaže da je Orrorin izravni ljudski predak, tada bi se pripadnici roda Australopithecine kao Australopithecus afarensis ("Lucy") smatrali bočnom granom obiteljskog stabla hominida. Orrorin je gotovo 3 milijuna godina stariji od A. afarensisa, a sličniji je modernom čovjeka. Najveća sličnost je ta da je bedrena kost Orrorina morfološki sličnija Homo sapiensovoj nego je to bedrena kost fosila Lucy, ali oko toga se još vodi debata.

Ostali fosili (otisci lišća i kosti drugih sisavaca) prisutnih u geološkoj formaciji Lukeino ukazuju na to je životno stanište Orrorina bila zimzelena šuma, a ne savana kako se to pretpostavljalo prema teorijama ljudske evolucije.

## Otkriće
Skupinu istraživača koji su otkrili fosile 2000. predvodila je Brigitte Senut i Martin Pickford iz francuskog Muzeja prirodne povijesti (fran.: Muséum national d'histoire naturelle). Istraživači su zaključili da je Orrorin hominin na temelju kostiju prilagođenih dvonožnom hodanju i anatomiji zubiju. Na temelju toga, oni su pomakli granicu evolucijskog razdvajanja čovjeka od velikih majmuna na prije 7 milijuna godina u mesiniju. Ovo je vrijeme divergencije bitno različito od rezultata dobivenih metodom molekularnog sata, ali je općeprihvaćeno među paleoantropolozima.
Dvadeset Orrorinovih fosila otkriveno je na četiri lokaliteta unutar geološke formacije Lukeino. Od njih, fosili iz lokaliteta Cheboit i Aragai su najstariji (6,1 milijun godina), dok su oni iz Kapsomina i Kapcheberek pronađeni u mlađim geološkim slojevima (5,7 milijuna godina).

## Unutarnje poveznice
- Popis čovječjih evolucijskih fosila
- Evolucija čovjeka

## Vanjske poveznice
- Orrorin tugenensis - u programu ljudskog podrijetla Smithsonian instituta. Pristupljeno, 21. ožujka 2013.